# Dirty Money (album d'UGK)
Albums de UGK
Ridin' Dirty
(1996) Side Hustles
(2002)
Singles
1. Pimpin Ain't No Illusion
Sortie : 1999

Dirty Money est le quatrième album studio d'UGK, sorti le 13 novembre 2001.
L'album s'est classé 2e au Top R&B/Hip-Hop Albums et 18e au Billboard 200.
On retrouve Take It Off sur la bande originale du film Le Corrupteur et Money, Hoes & Power, en featuring avec Jermaine Dupri, sur l'album de ce dernier, Instructions.

## Liste des titres
| No  | Titre                                                                                            | Contient un (des) sample(s) de                                                                                                  | Durée |
| --- | ------------------------------------------------------------------------------------------------ | --- | ----- |
| 1.  | Let Me See It (Produit par Pimp C et N.O. Joe)                                                   | Here We Go (Live at the Funhouse) de Run–DMC Take It Off d'UGK                                                                  | 4:13  |
| 2.  | Choppin' Blades (Produit par Pimp C et N.O. Joe)                                                 | P.S.K. - What Does It Mean? de Schoolly D Captain Save a Hoe d'E-40                                                             | 4:46  |
| 3.  | Look at Me (Produit par Pimp C)                                                                  | Wino Dealing With Dracula de Richard Pryor                                                                                      | 3:46  |
| 4.  | Ain't That a Bitch (Ask Yourself) (featuring Devin the Dude – Produit par N.O. Joe)              | Chains and Things de B. B. King Black Steel in the Hour of Chaos de Public Enemy Ain't That a Bitch de Johnny « Guitar » Watson | 4:43  |
| 5.  | Gold Grill (featuring 8Ball & MJG – Produit par N.O. Joe)                                        | | 4:15  |
| 6.  | PA Nigga (Produit par N.O. Joe)                                                                  | | 4:23  |
| 7.  | Holdin' Na (featuring C-Note – Produit par N.O. Joe)                                             | Christmas Rappin' de Kurtis Blow Microphone Fiend d'Eric B. & Rakim                                                             | 4:02  |
| 8.  | Don't Say Shit (featuring Big Gipp – Produit par Pimp C)                                         | | 4:36  |
| 9.  | Dirty Money (Produit par N.O. Joe)                                                               | The Message de Grandmaster Flash and The Furious Five featuring Grandmaster Melle Mel et Duke Bootee                            | 4:53  |
| 10. | Like a Pimp (featuring Juicy J et DJ Paul – Produit par Pimp C)                                  | Don't Look Any Further de Dennis Edwards featuring Siedah Garrett                                                               | 4:54  |
| 11. | Pimpin' Ain't No Illusion (featuring Kool Ace et Too $hort)                                      | | 6:01  |
| 12. | Take It Off (Produit par Pimp C et N.O. Joe)                                                     | | 3:30  |
| 13. | Wood Wheel (Produit par Pimp C et John Bido)                                                     | | 4:56  |
| 14. | Money, Hoes & Power (featuring Jermaine Dupri – Produit par Jermaine Dupri et Bryan-Michael Cox) | | 4:19  |